# Ascogaster acrocercophaga
Ascogaster acrocercophaga is een insect dat behoort tot de orde vliesvleugeligen (Hymenoptera) en de familie van de schildwespen (Braconidae). De wetenschappelijke naam van de soort werd voor het eerst geldig gepubliceerd door Shujauddin & Varshney in 1997.